# Міністерство закордонних справ Норвегії
Міністерство закордонних справ Норвегії (норв. (Bokmål): Det kongelege Utanriksdepartement) — орган виконавчої влади, який відповідає за зовнішню політику, організовує діяльність дипломатичних представництв (посольств, консульств), підтримує зв'язки з діаспорою та виконує інші зовнішньополітичні функції Королівства Норвегія.
Міністерство очолює Міністр закордонних справ, з 14 жовтня 2021 року — це Аннікен Гуйтфельдт.
Міністерство розміщене в комплексі історичних будівель «Вікторія Террас» в Осло.
Головне завдання Міністерства закордонних справ Норвегії полягає в забезпеченні та просуванні інтересів Норвегії на міжнародному рівні.
Зовнішня політика Норвегії базується на таких факторах як:
- географічне розташування на стратегічно важливій території;
- відкрита економіка;
- позиція як прибережної держави та управління значними морськими ресурсами;
- великий обсяг експорту нафти і газу[3].

## Історія
Міністерство закордонних справ Норвегії було створено 7 червня 1905 року. Це відбулося того самого дня, коли парламент Норвегії (Стортинг) ухвалив рішення про розпуск особистої унії зі Швецією.

## Організація
Міністерство закордонних справ є найбільшим міністерством в Уряді Норвегії.
Міністерство закордонних справ та 99 іноземних службових місій, до складу яких входять посольства, постійні делегації та консульства, разом складають Дипломатичну службу. Дипломатична служба складається з 2435 осіб, з них 820 — працівники Міністерства (станом на березень 2018 року).
Генеральний секретар та перший заступник Генерального секретаря є вищими посадовими особами в Міністерстві, які несуть відповідальність за його загальне керівництво. Вони підпорядковуються безпосередньо Міністру закордонних справ Норвегії.

### Департаменти[5]
1. Департамент європейських справ та торговельної політики.
2. Департамент політики безпеки та Крайньої Півночі.
3. Департамент регіональних справ та розвитку.
4. Департамент ООН з питань миру та гуманітарної політики.
5. Управління з правових питань.
6. Департамент просування і протоколювання.
7. Управління людськими та фінансовими ресурсами.
8. Відділ внутрішніх та зовнішніх послуг.

### Організації, що підпорядковуються Міністерству
1. Норвезька агенція з розвитку співробітництва (Norad) — дирекція Міністерства закордонних справ Норвегії, яка займається норвезькою міжнародною ініціативою щодо клімату та лісів (NICFI). Функції Norad закладені в положеннях агенції та щорічних листах про асигнування, які видає Міністерство закордонних справ та Міністерство клімату та навколишнього середовища.
2. ФК Норвегія (норвезький «Корпус миру») — норвезький урядовий орган, що фінансує двосторонній обмін персоналом між компаніями та організаціями Норвегії та подібними компаніями та організаціями в країнах Африки, Азії та Латинської Америки. Була заснована в 1963 році на ідеях американського Корпусу Миру Джона Ф. Кеннеді, але реорганізована і відновлена в 2000 році для забезпечення взаємного обміну молодими людьми. Фінансується Міністерством закордонних справ Норвегії. ФК Норвегія здійснює обмінні програми між різними коледжами, організаціями, підприємствами тощо в південній і північній півкулях.
3. Інвестиційний фонд країни «Норфунд» — приватне акціонерне товариство, засноване парламентом Норвегії в 1997 році. з метою допомоги країнам, що розвиваються, боротися з бідністю, підтримуючи економічне зростання, зайнятість та передачу технологій. Інвестиції здійснюються на комерційних умовах безпосередньо в компаніях або через місцеві інвестиційні фонди. Норфунд може інвестувати в країни з ВВП на душу населення нижче 6925 доларів США («Світовий банк»), і робить стратегічний вибір на користь країн Східної та Південної Африки, Центральної Америки та Південно-Східної Азії.